# Metaeconomía
Tradicionalmente el estudio de la economía se dividió en dos grandes grupos, macroeconomía y microeconomía. Recientemente, los economistas interesados por el desarrollo económico introdujeron dos nuevas entidades de estudio a la ciencia, la mesoeconomía y la metaeconomía.
La metaeconomía introduce enfoques humanísticos que refuerzan el carácter de ciencia social de la economía respecto de la dimensión humana en la que se desarrolla al analizar formalmente los valores potenciales emergentes en términos más generales que la suma de las partes, como se describe a partir de las sinergias que sobresalen de la interacción y retroalimentación entre impulsos egoístico-hedonistas y empatético-comprensivos, y coincidiendo en línea con la teoría de los sentimientos morales descrita por Adam Smith (que también fue catedrático de filosofía moral). Por ejemplo, considerando a los individuos como parte de la sociedad humana y del medio de los que forman parte, y como resultado condicionando la búsqueda interna del interés individual, más egoísta, con la conciencia pragmática de que esa búsqueda tiene un efecto sinergético sobre el desarrollo de los intereses generales de la sociedad humana y del medio, que será la que redunde finalmente en la mayor riqueza de las naciones propugnada por Adam Smith. De este modo, se formula como una especialidad reciente que considera los equilibrios económicos en sinergia con los equilibrios sociales y medioambientales, considerando el desarrollo de las herramientas de análisis que concretarán en cuerpo la metáfora de la mano invisible, y permitiendo con esto evaluar mejor en la práctica la diferencia entre los elementos que enriquecen al conjunto del sistema en el que se desenvuelven los seres humanos, de los que lo empobrecen como detonantes de crisis y de inestabilidades sociales.
La metaeconomía se acerca a una herramienta científica de auditoría del sistema al analizar y evaluar los efectos de los modelos de organización económica sobre la sociedad y el medio, de cuya suma resulta el conjunto global que define la riqueza real de las naciones.
La metaeconomía es a la economía lo que la metafísica a la física. En este sentido estudia cuestiones relevantes pero difíciles o imposibles de mesurar. Puntualmente su objeto de estudio radica en cómo las cuestiones culturales afectan a la economía. Un ejemplo citado habitualmente, y estudiado por la metaeconomía, es cómo la tradicional austeridad y frugalidad de los habitantes del sureste asiático colaboraron con el desarrollo económico de aquella zona. 